# Psiloderces septentrionalis
Psiloderces septentrionalis is een spinnensoort uit de familie Psilodercidae. De soort komt voor in Thailand.